# 남해 갈화리 느티나무
남해 갈화리 느티나무(南海 葛花里 느티나무)는 1982년 11월 4일 대한민국의 천연기념물 제276호로 지정되었으나, 2013년 1월 2일 천연기념물 지정이 해제되었다.

## 천연기념물 해제 사유
태풍피해 및 노쇠로 인한 자연 고사되어 국가지정문화재로서 가치를 상실함.

## 참고 자료
- 남해 갈화리 느티나무 - 국가유산청 국가유산포털